# Costillares

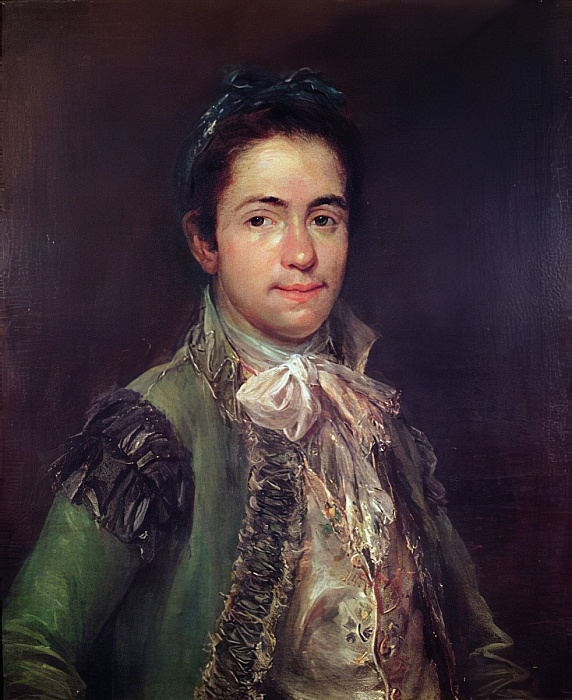
Joaquín Rodríguez "Costillares"

Joaquín Rodríguez (bijgenaamd Costillares), (Sevilla, 20 juli 1743 - Madrid, 27 januari 1800) was een Spaanse torero. Hij wordt beschouwd als de vader van het moderne stierengevecht.

## Biografie
Joaquín Rodríguez werd geboren in Sevilla als zoon van de matador Luis Rodríguez. Hij volgde zijn vader op in het verfijnen van het stierengevecht en bestudeerde de anatomie van stieren. Hij begon zijn carrière bij Pedro Palomo en vanaf zijn twintigste vocht hij zelfstandig gevechten. Hij was een van de eerste die mocht optreden in de Real Maestranza in Sevilla. Toen hij eenmaal bekend was in en om Sevilla, debuteerde Costillares in 1767 in Madrid.
Vanaf 1775 begon de rivaliteit met zijn tijdgenoot en favoriet bij het volk, Pedro Romero. Costillares werd hierdoor favoriet bij de aristocratie. Tussen 1776 en 1780 trok Costillares zich terug in Andalusië om de sportieve rivaliteit met Romero op te zwepen. Vanaf 1780 tot 1790 begon hij juist weer in Madrid op te treden. Op 27 juli 1782 raakte Costillares ernstig gewond bij een gevecht in Madrid en vanaf 1790 betrad hij de plaza de toros nog slechts sporadisch. In 1800 overleed de inmiddels gepensioneerde Rodríguez in Madrid.